# Johann von Strele
Johann von Strele (auch Hans von Strele; † 1349/50) war Herr von Storkow, und Beeskow und auf Vetschau in der damaligen Niederlausitz.

## Leben
Johann war ein Verwandter von Friedrich, Bernhard und Thimo (Tymo) aus der Familie von Strele, die Besitzrechte in verschiedenen Orten der Niederlausitz hatten. 1311 wurde er erstmals mit diesen in einer Urkunde genannt. 1345 wurde Hans von Strele als Besitzer der Burg Vetschau erwähnt und als brandenburgischer Hauptmann bezeichnet. Im gleichen Jahr schlichtete Markgraf Ludwig von Brandenburg einen Rechtsstreit zwischen Johann und Luckauer Bürgern über Nutzungsrechte in mehreren Wäldern der Umgebung. 1349 erklärte er den Bürgern von Beeskow ihre Rechte und bezeichnete sich als Herr von Storkow und Beeskow, als erster, der beide Herrschaften innehatte. 
Im gleichen Jahr urkundete Botho von Torgau in ähnlicher Weise für Beeskow, was bedeuten könnte, dass Johann bereits verstorben war. Am 3. Mai 1350 wurde sein Name allerdings noch in einem Bannbrief von Bischof Gottfried von Carpetras im Auftrag von Papst Clemens VI. erwähnt, in dem alle Parteigänger des Markgrafen Ludwig von Brandenburg genannt und exkommuniziert wurden.
Reinhard von Strele wurde seit 1368 als Herr von Storkow bezeichnet.